# Claude Rich
Pour les articles homonymes, voir Rich.
Claude Rich, né le 8 février 1929 à Strasbourg (Bas-Rhin) et mort le 20 juillet 2017 à Orgeval (Yvelines), est un acteur français,,. Au début des années 1950, le comédien fait partie de la Bande du Conservatoire.
Au début des années 1990, il reçoit notamment deux César; celui du meilleur acteur en 1993 pour Le Souper puis est récompensé d'un César d'honneur en 2002.

## Biographie

### Enfance, formation et débuts
Claude Rich passe les premières années de sa vie à Strasbourg, jusqu'en 1935, puis il emménage avec sa mère et ses trois frères et sœurs à Paris, au 95, boulevard Saint-Michel après la mort de son père, ingénieur de métier, victime à 40 ans de la grippe,. Sa mère espère qu'il deviendra prêtre, et bien qu'il ne choisisse pas la voie de la prêtrise, elle ne lui en tiendra pas rigueur, car elle-même ayant voulu être sculptrice, elle l'aidera beaucoup dans son désir d'être acteur. La foi de sa mère laissera néanmoins des traces, car son père étant d'origine alsacienne et sa mère d'origine bordelaise, il se définit comme chrétien-alsacien,.
Durant la Seconde Guerre mondiale, vers 1943-1944, il vit aussi en pension à Neauphle-le-Vieux, à l’École du Gai Savoir de Michel Bouts où sa passion du théâtre est née. Pendant que son frère est engagé dans la 1re armée de de Lattre, Claude Rich assiste à la Libération de Paris.

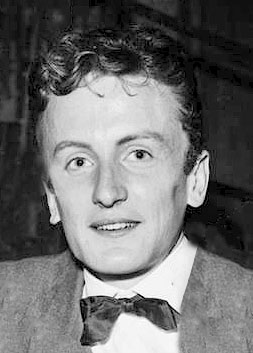
L'acteur en 1953, à sa sortie du Conservatoire.

Il commence à travailler comme employé de banque, suit en parallèle les cours Dullin, le Centre d'Art Dramatique de la rue Blanche, et intègre le Conservatoire national supérieur d'art dramatique, promotion de 1953 dont il sort avec le deuxième prix (par ailleurs, aucun premier prix n'est décerné cette année-là). C'est là qu'il se lie d'amitié avec plusieurs élèves qui deviendront tous d'illustres acteurs : Jean Rochefort, Jean-Paul Belmondo, Jean-Pierre Marielle, Bruno Cremer. Ensemble ils forment ce qui fut appelé la « bande du Conservatoire ».

### Carrière
Claude Rich fait ses débuts au théâtre de la Renaissance, et participe au film Les Grandes Manœuvres de René Clair, ce qui lance sa carrière cinématographique en 1955.

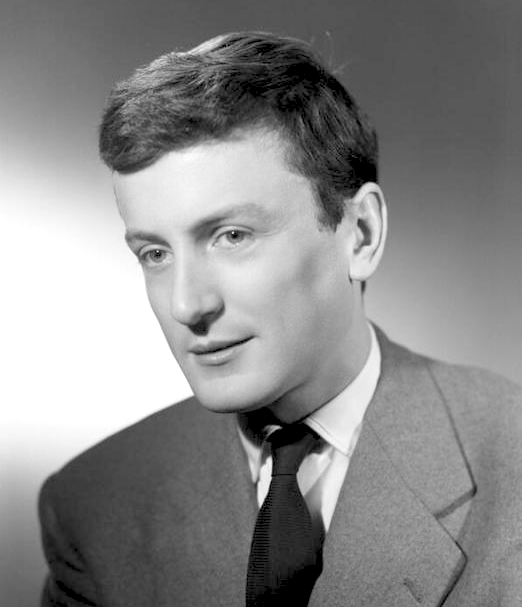
Claude Rich en 1959 (Studio Harcourt)

Il interprète fréquemment des rôles secondaires de jeune premier dans les années 1960, notamment en donnant la réplique à Lino Ventura dans Les Tontons flingueurs (1963) de Georges Lautner ou à Louis de Funès dans Oscar (1967). En 1968, Alain Resnais lui propose l'un des plus grands rôles de sa carrière dans le film de science-fiction Je t'aime, je t'aime, dans lequel il interprète un homme voyageant dans son passé après une tentative de suicide. Le réalisateur l'a choisi pour son timbre de voix qu'il apprécie particulièrement.

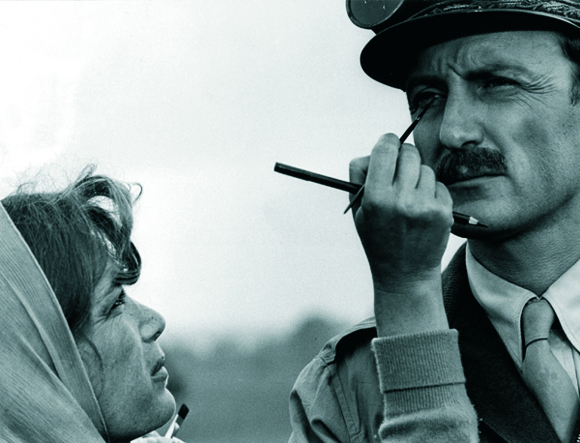
Claude Rich lors du tournage de Paris brûle-t-il ? en 1965.

Durant les décennies 1970 et 1980, il retourne à sa passion première, le théâtre, notamment dans Hadrien VII pour lequel il est récompensé par le Prix du Syndicat de la critique, ainsi que dans un passage très remarqué à la Comédie-Française pour le rôle-titre de Lorenzaccio d'Alfred de Musset, mis en scène par Franco Zeffirelli (1976). Cela ne l'empêche pas d’apparaître plusieurs fois sur grand écran, notamment dans La Femme de Jean (1974) dans un rôle atypique, Adieu poulet (1975), Le Crabe-Tambour (1977) et La Guerre des polices (1979).
En 1989, il joue Talleyrand dans la pièce Le Souper de Jean-Claude Brisville, aux côtés de Claude Brasseur. L’adaptation cinématographique de cette pièce lui permet d'effectuer un retour en force au cinéma en 1992. Sa prestation sera récompensée par le César du meilleur acteur en 1993.
Pour la télévision, Claude Rich tourne peu : sous le faux air d'un diplomate américain marié à Claude Jade, mais secrètement un agent secret dans le feuilleton Le grand secret (1989) ; dans La Vérité en face (1993) il incarne aux côtés de Danielle Darrieux un ancien membre de la Résistance soupçonné d'avoir parlé sous la torture ; son rôle de Léon Blum dans Thérèse et Léon de Claude Goretta avec Dominique Labourier ; sans oublier son portrait d'un psychiatre célèbre, le professeur Silberstein, aux côtés de Maruschka Detmers dans Clarissa de Jacques Deray.
Il collabore à de nombreux films historiques, dont Le Colonel Chabert (1994), La Fille de d'Artagnan (1994) qui lui vaut d'être nommé pour le César du meilleur acteur dans un second rôle, Le Bel Été 1914 (1996) ou encore Capitaine Conan (1996).
Lors de la Berlinale 1996, il est membre du jury.
Il ne dédaigne pas pour autant les productions plus grand public, notamment dans les comédies La Bûche en 1999, qui lui vaut d'être de nouveau nommé pour le César du meilleur acteur dans un second rôle, ou encore Astérix et Obélix : Mission Cléopâtre (2002) où il interprète le druide Panoramix.
Acteur au sourire malicieux et à la voix reconnaissable entre toutes, il multiplie les apparitions au cinéma dans les années 2000, notamment dans Le Coût de la vie (2003), Là-haut, un roi au-dessus des nuages (2004), Le Mystère de la chambre jaune (2003), Le Cou de la girafe (2004), Président (2006), Le crime est notre affaire (2008).
Il est récompensé par un César d'honneur en 2002, pour l'ensemble de sa carrière.

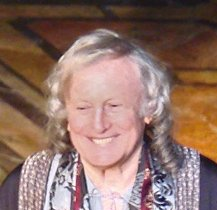
Claude Rich sur scène en 2009, à la fin d'une représentation de la pièce Le Diable rouge.

Durant cette décennie, il se fait par ailleurs beaucoup remarquer sur le petit écran pour ses interprétations ambitieuses de personnages historiques tels que Galilée dans Galilée ou l'Amour de Dieu au côté de son copain de Conservatoire Jean-Pierre Marielle, Voltaire dans Voltaire et l'Affaire Calas (2007).

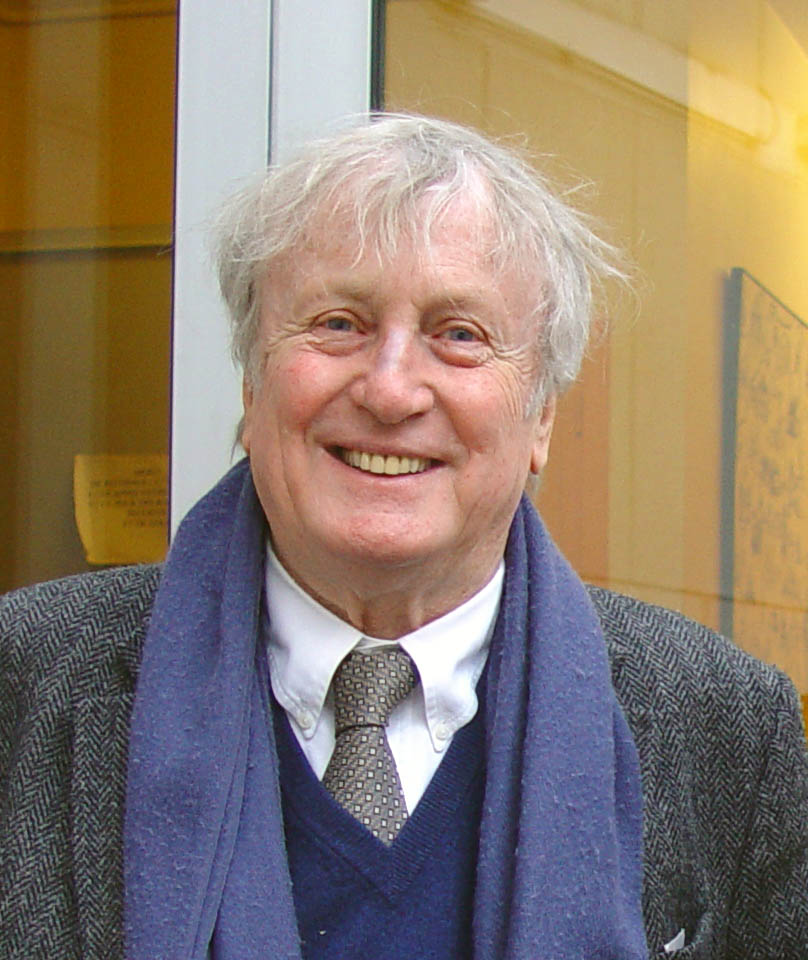
Claude Rich devant le théâtre d'Uccle en 2007.

Il est à nouveau nommé en 2009 pour le César du meilleur acteur dans un second rôle grâce à son interprétation dans le film de François Dupeyron Aide-toi, le ciel t'aidera.
En 2012, il incarne le père de Jean-Pierre Bacri, président de section du Conseil d'État, homme précieux et autocentré, dans la comédie de mœurs Cherchez Hortense ; cela lui vaut une nomination pour le César du meilleur acteur dans un second rôle en 2013.
Mais c'est au théâtre qu'il consacre l'essentiel de son énergie et de son talent, dans ses dernières années, avec deux pièces d'Antoine Rault mises en scène par Christophe Lidon, Le Diable Rouge (2008-2009) et L'Intrus (2011-2012).
En 2015, il se produit pour la dernière fois au cinéma dans le film d'Alain Choquart, Lady Grey.

### Vie privée

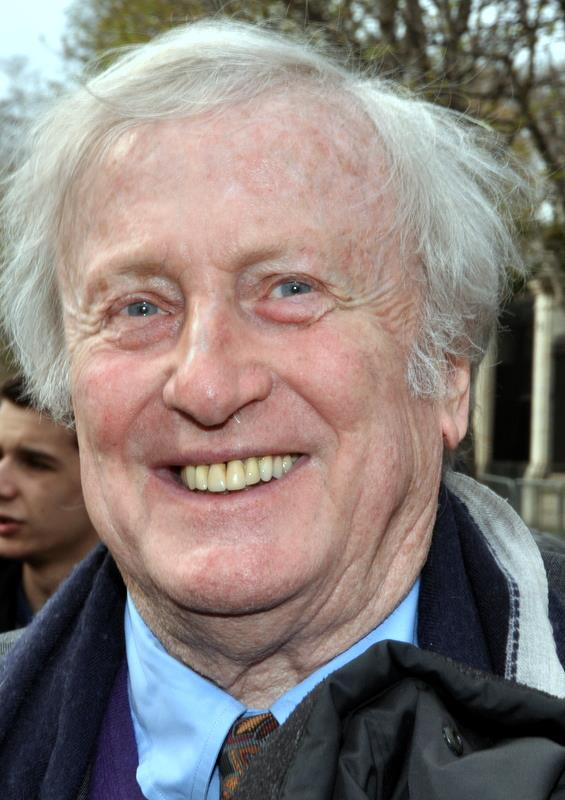
Claude Rich en 2013, à l'émission Vivement Dimanche.

En 1957, il fait l'acquisition d'une maison à Orgeval dans les Yvelines. Il se marie le 26 juin 1959 avec l'actrice Catherine Renaudin (1932-2021) à Paris. Le couple aura deux filles, Delphine, comédienne, et Natalie Rich-Fernandez, peintre. Ils ont un fils adoptif, Rémy (adopté après la mort de son père, le comédien Bernard Noël).
Catholique, il se rend à la messe chaque dimanche mais se voit comme un « chrétien un peu pitoyable » et déclare : « Je ne suis pas un très bon chrétien. Je n’étudie pas beaucoup ma religion, mais je crois en l’amour de Dieu. De la même façon que l’on ne sait pas toujours pourquoi on aime une personne, j’aime Dieu. Je le fréquente tous les dimanches. Lorsqu’il m’arrive de confier à quelqu’un mon intention d’aller à la messe le dimanche et que mon interlocuteur me fait part de son étonnement, je lui dis que c’est moi qui suis étonné qu’il n’aille pas à l’église ». Il dit avoir prié pour jouer un rôle dans une pièce où Dieu serait évoqué mais ne veut pas jouer de rôles militants : « Ne me transformez pas en comédien catholique. Je veux rester un acteur qui puisse jouer tour à tour un salaud ou un saint. »
En décembre 2006, il signe un manifeste de « soutien total » à Benoît XVI et pour que puisse être célébrée la messe tridentine, [considérant] « comme une grâce la diversité des rites dans l'Église catholique ».

### Mort

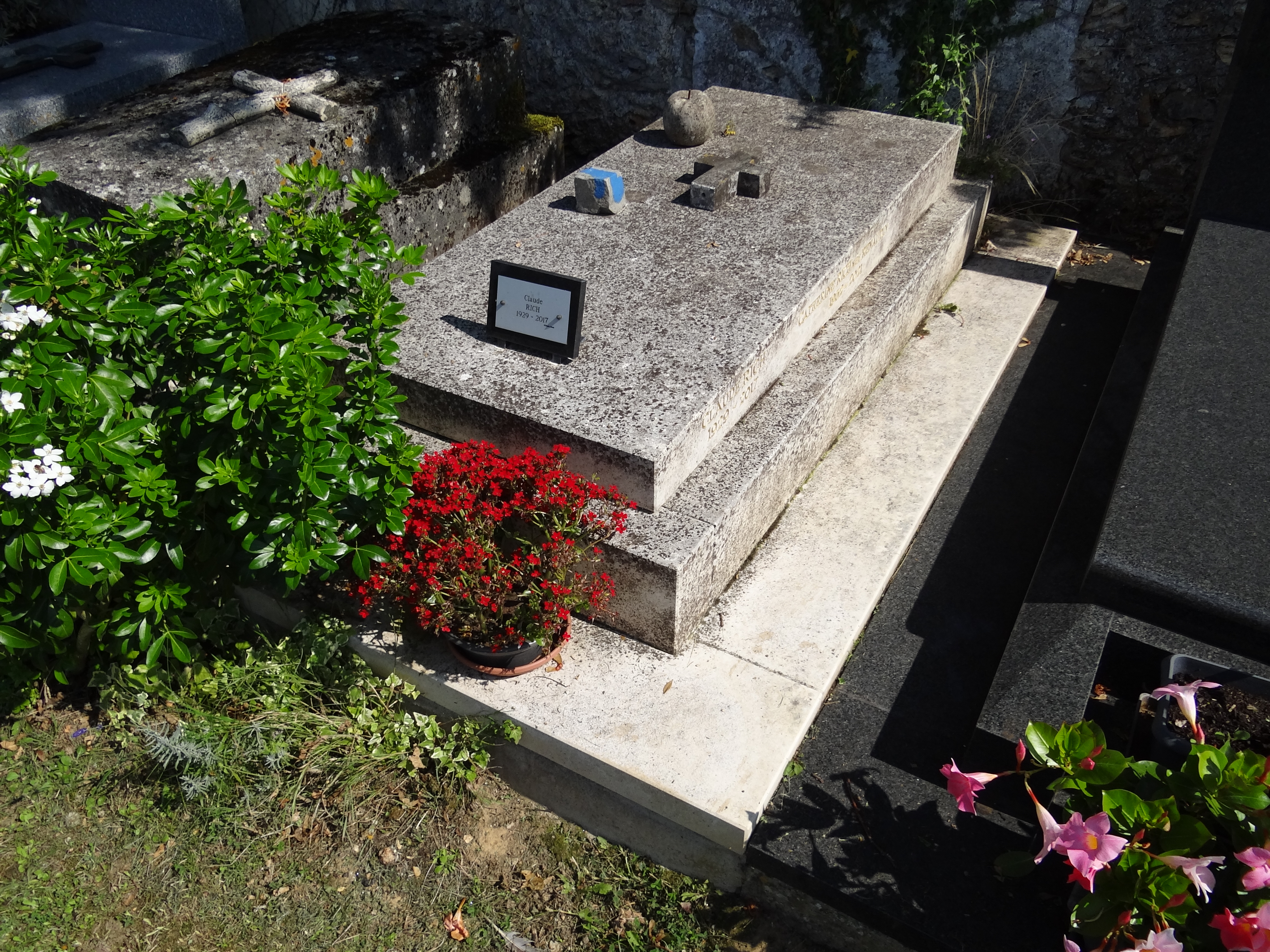
La tombe de Claude Rich et de Catherine Rich au cimetière d'Orgeval (Yvelines).

Claude Rich meurt le 20 juillet 2017 des suites d'un cancer à son domicile en région parisienne à l'âge de 88 ans,. Ses obsèques ont eu lieu le 26 juillet 2017 en l'église Saint-Pierre-Saint-Paul d'Orgeval dans les Yvelines, là où il est ensuite inhumé, en présence de nombreuses personnalités du cinéma et du théâtre.

### Hommages
Son nom a été donné à un espace culturel de la commune alsacienne de Masevaux, inauguré en sa présence en 2004. En novembre 2022, Orgeval inaugure à son tour un espace culturel portant son nom.
L'allée Claude-et-Catherine-Rich lui rend hommage à lui et son épouse dans le 6e arrondissement de Paris.

## Théâtre

### Années 1950
- 1951 : Le Conte d'hiver de William Shakespeare, mise en scène Julien Bertheau, Comédie-Française, élève du conservatoire
- 1951 : Le Veau gras de Bernard Zimmer, mise en scène Julien Bertheau, Comédie-Française, élève du conservatoire
- 1952 : Hernani de Victor Hugo, mise en scène Henri Rollan, Comédie-Française, élève du conservatoire
- 1952 : Six personnages en quête d'auteur de Luigi Pirandello, mise en scène Julien Bertheau, Comédie-Française, élève du conservatoire
- 1952 : Roméo et Juliette de William Shakespeare, mise en scène Julien Bertheau, Comédie-Française, élève du conservatoire
- 1952 : Philippe et Jonas d'Irwin Shaw, mise en scène Jean-Pierre Grenier, Théâtre de la Gaîté-Montparnasse
- 1954 : La Corde de Patrick Hamilton, mise en scène Jean Darcante, Théâtre de la Renaissance
- 1954 : Les Boulingrin de Georges Courteline
- 1954 : Bel-Ami de Frédéric Dard d'après Guy de Maupassant, mise en scène Jean Darcante, Théâtre de la Renaissance
- 1954 : Carlos et Marguerite de Jean Bernard-Luc, mise en scène Christian-Gérard, Théâtre de la Madeleine
- 1955 : Les Amants novices de Jean Bernard-Luc, mise en scène Jean Mercure, Théâtre Montparnasse
- 1955 : La Petite Maison de thé de John Patrick, mise en scène Marguerite Jamois, Théâtre Montparnasse
- 1955 : TTX de Cécil Saint-Laurent et Pierre de Meuse, mise en scène Alice Cocéa, Théâtre des Arts
- 1955 : Espoir d'Henri Bernstein, mise en scène de l'auteur, Théâtre des Ambassadeurs
- 1956 : La Petite hutte d'André Roussin, mise en scène de l'auteur, Théâtre des Nouveautés
- 1956 : Virginie de Michel André, mise en scène Christian-Gérard, Théâtre Daunou
- 1957 : Les Pas perdus de Pierre Gascar, mise en scène Jacques Mauclair, Théâtre Fontaine
- 1958 : Virginie de Michel André, mise en scène Christian-Gérard, Théâtre Michel
- 1958 : Père d'Édouard Bourdet, mise en scène Pierre Fresnay, Théâtre de la Michodière
- 1959 : Les Choutes de Pierre Barillet et Jean-Pierre Gredy, mise en scène Jean Wall, Théâtre des Nouveautés
- 1959 : Un beau dimanche de septembre d'Ugo Betti, mise en scène André Barsacq, Théâtre de l'Atelier

### Années 1960
- 1960 : Château en Suède  de Françoise Sagan, mise en scène André Barsacq, Théâtre de l'Atelier
- 1961 : La Rouille de Carlos Semprún Maura, mise en scène Jean-Marie Serreau, Alliance française
- 1962 : Château en Suède  de Françoise Sagan, mise en scène André Barsacq, Théâtre des Célestins
- 1962 : Victor ou les Enfants au pouvoir de Roger Vitrac, mise en scène Jean Anouilh et Roland Piétri, Théâtre de l'Ambigu
- 1963 : Victor ou les Enfants au pouvoir de Roger Vitrac, mise en scène Jean Anouilh et Roland Piétri, Théâtre de l'Athénée
- 1963 : La Crécelle de Charles Dyer, mise en scène Michel Fagadau, Théâtre de la Gaîté-Montparnasse
- 1966 : Le Retour d'Harold Pinter, mise en scène Claude Régy, Théâtre de Paris
- 1968 : Les Quatre saisons d'Arnold Wesker, mise en scène Claude Régy, Théâtre Montparnasse

### Années 1970
- 1970 : Hadrien VII de Peter Luke, mise en scène Raymond Rouleau, Théâtre de Paris
- 1972 : Hadrien VII de Peter Luke, mise en scène Raymond Rouleau, Théâtre des Célestins
- 1972 : Honni soit qui mal y pense de Peter Barnes (en), mise en scène Stuart Burge, Théâtre de Paris
- 1973 : Jean de La Fontaine de Sacha Guitry, mise en scène René Clermont, Théâtre Montparnasse
- 1973 : Hamlet à France Culture adaptation radiophonique de Claude Mourthé
- 1975 : Le Zouave de Claude Rich, mise en scène Jean-Louis Thamin, Comédie des Champs-Élysées, Théâtre des Célestins
- 1976 : Lorenzaccio d'Alfred de Musset, mise en scène Franco Zeffirelli, Comédie-Française
- 1977 : Périclès, prince de Tyr de William Shakespeare, mise en scène Roger Planchon, TNP Villeurbanne
- 1977 : Pauvre assassin de Pavel Kohout, mise en scène Michel Fagadau, Théâtre de la Michodière
- 1978 : Périclès, prince de Tyr de William Shakespeare, mise en scène Roger Planchon, Maison de la culture de Nanterre
- 1979 : Un Habit pour l'hiver de Claude Rich, mise en scène Georges Wilson, Théâtre de l'Œuvre

### Années 1980
- 1983 : K2 de Patrick Meyers, mise en scène Georges Wilson, Théâtre de la Porte-Saint-Martin
- 1986 : Faisons un rêve de Sacha Guitry, mise en scène Jacques Rosny, Théâtre Saint-Georges
- 1987 : Une Chambre sur la Dordogne de Claude Rich, mise en scène Jorge Lavelli, Théâtre Hébertot
- 1988 : Réveille-toi, Philadelphie ! de François Billetdoux, mise en scène Jorge Lavelli, Théâtre national de la Colline
- 1989 : Le Souper de Jean-Claude Brisville, mise en scène Jean-Pierre Miquel, Théâtre Montparnasse

### Années 1990
- 1991 : Le Souper de Jean-Claude Brisville, mise en scène Jean-Pierre Miquel, Théâtre des Célestins

### Années 2000
- 2003 : Les Braises de Sándor Márai, mise en scène Didier Long, Théâtre de l'Atelier
- 2005 : Le Caïman d'Antoine Rault, mise en scène Hans Peter Cloos, Théâtre Montparnasse
- 2008 : Le Diable rouge d'Antoine Rault, mise en scène Christophe Lidon, Théâtre Montparnasse
- 2011 : L'Intrus d'Antoine Rault, mise en scène Christophe Lidon, Comédie des Champs-Élysées, tournée en 2012

## Filmographie

### Cinéma

#### Années 1950
- 1955 : Les Grandes Manœuvres de René Clair : Le fiancé d'Alice
- 1956 : Mitsou de Jacqueline Audry : Le lieutenant Kaki
- 1956 : C'est arrivé à Aden de Michel Boisrond : Price
- 1957 : La Polka des menottes de Raoul André : Pierrot
- 1958 : Ni vu… Ni connu… d'Yves Robert : Armand Fléchard

#### Années 1960
- 1960 : La Française et l'Amour de Michel Boisrond, Henri Decoin et Christian-Jaque : Charles
- 1960 : L'Homme à femmes de Jacques-Gérard Cornu : l'inspecteur Vaillant
- 1961 : Tout l'or du monde de René Clair : Fred
- 1961 : Le Caporal épinglé de Jean Renoir et Guy Lefranc : Adrien Ballochet
- 1961 : Ce soir ou jamais de Michel Deville : Laurent
- 1961 : la Chambre Ardente de Julien Duvivier : Stéphane Desgrez
- 1962 : Les Sept Péchés capitaux de Claude Chabrol : Armand
- 1962 : Le Diable et les Dix Commandements de Julien Duvivier : Le Diable
- 1962 : Copacabana Palace de Steno : Bubby von Raunacher
- 1963 : Constance aux enfers de François Villiers : un étudiant
- 1963 : Comment trouvez-vous ma sœur ? de Michel Boisrond : François Lorin
- 1963 : Les Tontons flingueurs de Georges Lautner : Antoine Delafoy
- 1964 : Mata Hari, agent H 21 de Jean-Louis Richard : Julien
- 1964 : La Chasse à l'homme d'Édouard Molinaro : Julien
- 1964 : Le Repas des fauves de Christian-Jaque : Claude
- 1965 : Les Copains d'Yves Robert : Huchon
- 1965 : L'Or du duc de Jacques Baratier et Bernard Toublanc-Michel : Ludovic de Talois-Minet
- 1965 : Un milliard dans un billard de Nicolas Gessner : Bernard Noblet
- 1966 : Paris brûle-t-il ? de René Clément : le général Leclerc / Pierre de La Fouchardière
- 1966 : Monsieur le président-directeur général de Jean Girault : Stéphane Brévin
- 1967 : Les Compagnons de la marguerite, de Jean-Pierre Mocky : Jean-Louis Matouzec
- 1967 : Mona, l'étoile sans nom d'Henri Colpi : Le professeur
- 1967 : Oscar d'Édouard Molinaro : Christian Martin
- 1968 : La Mariée était en noir de François Truffaut : Bliss
- 1968 : Je t'aime, je t'aime d'Alain Resnais : Claude Ridder
- 1969 : Le Corps de Diane
- 1969 : Une veuve en or de Michel Audiard : Antoine

#### Années 1970
- 1970 : Tu peux ou tu peux pas ? (Con quale amore, con quanto amore) de Pasquale Festa Campanile : Andrea
- 1970 : Le Client de la morte-saison de Moshé Mizrahi
- 1970 : Nini Tirebouchon (Ninì Tirabusciò, la donna che inventò la mossa) de Marcello Fondato
- 1974 : La Race des seigneurs de Pierre Granier-Deferre : Dominique
- 1974 : L'Ironie du sort d'Édouard Molinaro : Morin
- 1974 : La Femme de Jean de Yannick Bellon : Jean
- 1974 : Stavisky d'Alain Resnais : l'inspecteur Bonny
- 1975 : Adieu poulet de Pierre Granier-Deferre : le Juge Delmesse
- 1975 : Le Futur aux trousses de Dolorès Grassian : Borel, la statisticien
- 1976 : Le Crabe-Tambour de Pierre Schoendoerffer : Pierre, le Docteur
- 1979 : La Guerre des polices de Robin Davis : le commissaire Ballestrat

#### Années 1980
- 1981 : Un matin rouge de Jean-Jacques Aublanc : Léonard
- 1981 : La Revanche de Pierre Lary : Jacques Beaufort
- 1983 : Maria Chapdelaine de Gilles Carle : Curé Cordelier
- 1983 : Les Mots pour le dire de José Pinheiro : Guillaume Talbiac
- 1985 : Escalier C de Jean-Charles Tacchella : M. Lafont
- 1986 : Le Nom de la rose de Jean-Jacques Annaud : voix off du narrateur (version française uniquement)
- 1989 : Les cigognes n'en font qu'à leur tête de Didier Kaminka : Sam

#### Années 1990
- 1990 : Promotion canapé de Didier Kaminka : Ivan
- 1992 : L'Accompagnatrice de Claude Miller : Le Ministre
- 1992 : Le Souper d'Édouard Molinaro : Talleyrand
- 1993 : L'Arche et les Déluges (documentaire) : narrateur
- 1994 : Le Colonel Chabert d'Yves Angelo : Chamblin
- 1994 : La Fille de d'Artagnan de Bertrand Tavernier : Duc de Crassac
- 1995 : Dis-moi oui d'Alexandre Arcady : Professeur Villiers
- 1996 : Le Bel Été 1914 de Christian de Chalonge : Le Comte de Sainteville
- 1996 : Capitaine Conan de Bertrand Tavernier : Général Pitard de Lauzier
- 1996 : Désiré de Bernard Murat : Montignac
- 1998 : Homère, la dernière odyssée de Fabio Carpi : René
- 1998 : Lautrec de Roger Planchon : Comte Alphonse de Toulouse-Lautrec
- 1999 : Le Derrière de Valérie Lemercier : Pierre Arroux
- 1999 : La Bûche de Danièle Thompson : Stanislas

#### Années 2000
- 2000 : Les Acteurs de Bertrand Blier : lui-même
- 2001 : Paris à tout prix d'Yves Jeuland : la voix du narrateur
- 2001 : Concurrence déloyale d'Ettore Scola : Treuberg
- 2002 : Astérix et Obélix : Mission Cléopâtre d'Alain Chabat : Panoramix
- 2002: Jean XXIII, le pape du peuple de Giorgio Capitani : Cardinal Alfredo Ottaviani
- 2003 : Le Mystère de la chambre jaune de Bruno Podalydès : le juge de Marquet
- 2003 : Le Coût de la vie de Philippe Le Guay : Maurice
- 2004 : Là-haut, un roi au-dessus des nuages de Pierre Schoendoerffer : le rédacteur en chef
- 2004 : Rien, voilà l'ordre de Jacques Baratier : le docteur Nuytel
- 2004 : Le Cou de la girafe de Safy Nebbou : Paul
- 2005 : Le Parfum de la dame en noir de Bruno Podalydès : le juge de Marquet
- 2006 : Président de Lionel Delplanque : Frédéric Saint-Guillaume
- 2006 : Cœurs d'Alain Resnais : Arthur (voix)
- 2008 : Le crime est notre affaire de Pascal Thomas : Roderick Charpentier
- 2008 : Aide-toi, le ciel t'aidera de François Dupeyron : Robert
- 2008 : Bancs publics (Versailles Rive-Droite) de Bruno Podalydès : un joueur de backgammon

#### Années 2010
- 2012 : Et si on vivait tous ensemble ? de Stéphane Robelin : Claude
- 2012 : Dix jours en or de Nicolas Brossette : Pierre
- 2012 : Cherchez Hortense de Pascal Bonitzer : Sébastien Hauer
- 2014 : Lady Grey d'Alain Choquart : Henri

### Télévision
- 1960 : Un beau dimanche de septembre de Marcel Cravenne : Charles Lusta
- 1960 : Les Joueurs de Marcel Bluwal : Le jeune Glov
- 1962 : Le Fantôme de Canterville de Claude Santelli : Le fantôme
- 1975 : Monsieur Jadis de Michel Polac : Monsieur B, dit Jadis
- 1985 : L'Enigme blanche de Peter Kassovitz : Maxence
- 1988 : Le Grand Secret de Jacques Trébouta : Samuel Frend
- 1989 : La Mafia de Luigi Perelli (saison 4) : Filippo Rasi
- 1990 : Stirn et Stern de Peter Kassovitz : Ferdinand Stern
- 1993 : La Vérité en face d'Étienne Périer : Paul Noblet
- 1994 : Le Jardin des plantes de Philippe de Broca : Le conservateur du musée
- 1995 : La Marche de Radetzky (Radetzkymarsh), d'Axel Corti et Gernot Roll : Max Demant, le médecin régimentaire
- 1995 : Eté brûlant, de Jérôme Foulon : le comte Petrov
- 1996 : Mon père avait raison de Roger Vadim
- 1997 : Faussaires et Assassins  de Peter Kassovitz : Robert Foquet
- 1998 : Clarissa de Jacques Deray : le professeur Silberstein
- 1998 : Le Rouge et le Noir de Jean-Daniel Verhaeghe : le marquis de la Môle
- 1999 : Balzac de Josée Dayan : Maitre Plissoud
- 2000 : Thérèse et Léon de Claude Goretta : Léon Blum
- 2005 : Les Rois maudits de Josée Dayan : Cardinal Duèze / Jean XXII
- 2005 : La Séparation de François Hanss : l'abbé Gayraud
- 2005 : Galilée ou l'Amour de Dieu de Jean-Daniel Verhaeghe : Galilée
- 2007 : Voltaire et l'Affaire Calas de Francis Reusser : Voltaire
- 2009 : La Reine morte de Pierre Boutron
- 2011 : Belmondo, itinéraire… de Vincent Perrot et Jeff Domenech : Témoignage
- 2011 : Bouquet final de Josée Dayan : Jules

## Box-office
| Film                                  | Année | Réalisateur         | Entrées            |
| ------------------------------------- | ----- | ------------------- | ------------------ |
| Astérix et Obélix : Mission Cléopâtre | 2002  | Alain Chabat        | 14 559 509 entrées |
| Oscar                                 | 1967  | Édouard Molinaro    | 6 122 041 entrées  |
| Les Grandes Manœuvres                 | 1955  | René Clair          | 5 302 076 entrées  |
| Le Nom de la rose                     | 1986  | Jean-Jacques Annaud | 4 958 281 entrées  |
| Paris brûle-t-il ?                    | 1966  | René Clément        | 4 946 274 entrées  |
| Les Tontons flingueurs                | 1963  | Georges Lautner     | 3 342 393 entrées  |
| Ni vu, ni connu                       | 1958  | Yves Robert         | 2 510 837 entrées  |
| Tout l'or du monde                    | 1961  | René Clair          | 2 421 939 entrées  |
| Le Caporal épinglé                    | 1962  | Jean Renoir         | 2 261 671 entrées  |

## Distinctions

### Récompenses

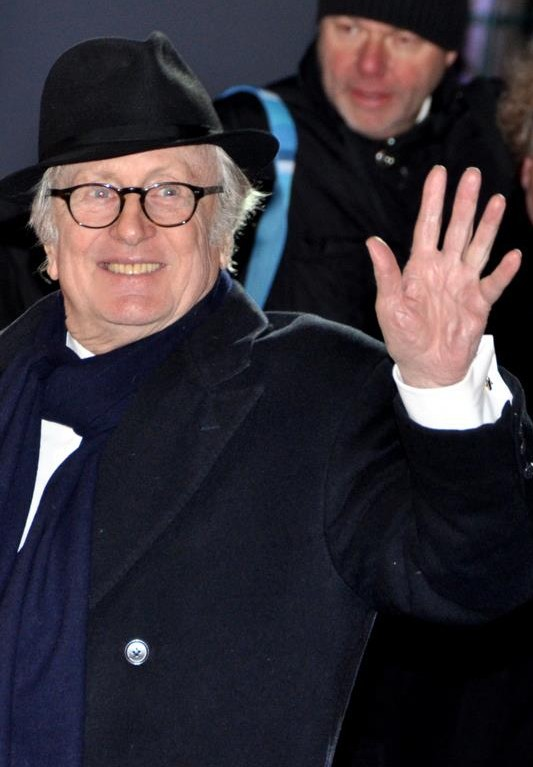
Claude Rich en 2013 à la des César.

- Festival international du film de Saint-Sébastien 1968 : Coquille d'argent du meilleur acteur pour Je t'aime, je t'aime
- Prix du Syndicat de la critique 1971 : meilleur comédien pour Hadrien VII
- César 1993 : César du meilleur acteur pour Le Souper
- César 2002 : César d'honneur
- Prix Henri-Langlois 2008 : Comédien, pour l'exemplarité de ses choix et de son parcours cinématographique
- Prix du Brigadier 2008 : Brigadier d’honneur pour Le Diable rouge et pour l’ensemble de sa carrière

### Nominations
- Molières 1987 : Molière du comédien pour Faisons un rêve
- Molières 1990 : Molière du comédien pour Le Souper
- César 1995 : César du meilleur acteur dans un second rôle pour La Fille de d'Artagnan
- César 2000 : César du meilleur acteur dans un second rôle pour La Bûche
- Molières 2003 : Molière du comédien pour Les Braises
- Molières 2006 : Molière du comédien pour Le Caïman
- Molières 2009 : Molière du comédien pour Le Diable rouge
- César 2009 : César du meilleur acteur dans un second rôle pour Aide-toi, le ciel t'aidera
- César 2013 : César du meilleur acteur dans un second rôle pour Cherchez Hortense

### Décorations
- Officier de la Légion d'honneur [20] (2003, chevalier en 1991)
- Commandeur de l'ordre national du Mérite [21] (2009)
- Commandeur de l'ordre des Arts et des Lettres [réf. nécessaire]

### Documentaire
- Empreintes, J'aime tellement la vie, de Marie Mitterrand et Jean-Baptiste Martin, (2012)Claude Rich, « J'aime tellement ça la vie », sur france5.fr via Internet Archive.